# José Grossi
José Grossi (Ponte Nova) foi um político brasileiro do estado de Minas Gerais. Foi deputado estadual em Minas Gerais durante a 2ª legislatura (1951-1955).